# Gabrielle Cot
Gabrielle Cot (pronuncia francese: /ɡabʁijɛl kɔt/) è un dipinto ad olio su tela del pittore francese William-Adolphe Bouguereau, realizzato nel 1890. Il quadro ritrae Gabrielle Cot, la figlia del pittore francese Pierre Auguste Cot, l'allievo più illustre del Bouguereau. Quest'opera è tra le pochissime che Bouguereau non dipinse su commissione.

## Storia
Questo quadro nacque come uno studio per un altro dipinto, ma William-Adolphe Bouguereau, affascinato dal fascino e dalla bellezza di Gabrielle, decise di rendere il ritratto un’opera a sé stante.
Il quadro venne donato a Madame Duret da Bouguereau in occasione del matrimonio di Gabrielle, che sposò un architetto di nome Zilin nel 1890. La tela venne esposta al circolo dell'unione artistica di Parigi nel 1891. L'opera rimase di proprietà della famiglia Duret fino a quando non venne venduta senza tracciabilità il 10 novembre 1998 a Sotheby's a New York ; l'anno successivo venne esposto presso la fondazione Newington Cropsey.

## Descrizione
L'opera ritrae Gabrielle davanti a uno sfondo nero, mentre si volta per fissare negli occhi lo spettatore e sorride. I suoi capelli corti e riccioluti ricadono sulla fronte. La ragazza indossa un abito bianco legato da un fiocco del medesimo colore. La firma dell'artista (W-BOUGUEREAU) e la data (1890) si trovano in basso a sinistra, anche se si vedono poco a causa del fondo nero.